# بايليز
بايليز هو علامة تجارية لاحد منتجي الآيرش كريم، وهو مشروب كحولي أساسه الويسكي وقشطة الحليب، صنع من قبل [[ر. ا. بايلي]] وشركاؤه في دبلن، أيرلندا. تمتلك شركة دياجيو العلامة التجارية حالياً. نسبة الكحول في البايليز حسب الشركة هي 17%.
في سنة 1974، تم إنتاج أول بايليز وكان هو أول مشروب آيرش كريم في الأسواق، ولكن الآن يوجد العديد من المصنعين الآخرين تحت علامات تجارية أخرى.